# Hernando de Lerma

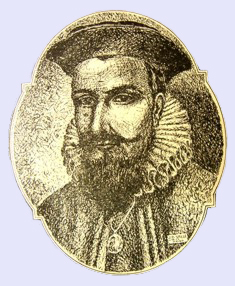
Hernando de Lerma

Hernando de Lerma Polanco (nascido em 1 de novembro de 1541) foi um conquistador, político, advogado. Foi governador de Tucumán entre 1580 e 1584. Destacou-se por ter fundado a cidade de Salta, capital da atual província de Salta, no noroeste da Argentina.

## Vida
Em 13 de novembro de 1577, Lerma foi nomeado governador de Tucumán, (atual Argentina) pelo rei espanhol Filipe II. Descrito pelos historiadores como um homem violento, de Lerma teve problemas com vários moradores da região, inclusive conterrâneos. Entre os perseguidos estava o porta-voz de um bispo católico. Ele também não gostava de Francisco Salcedo, outro católico que construiu uma igreja em Santiago del Estero.
Muitos dos oponentes de de Lerma acabaram na prisão ou foram mortos. Salcedo retirou-se para outra cidade e ficou convalescente, mas foi devolvido a Tucumán pelos homens de Lerma depois que ele o encontrou. Em Tucumán, Salcedo foi julgado e preso. Um grande número de partidários de Salcedo foi morto.
Em abril de 1582, de Lerma fundou a cidade de Salta, junto ao rio Arenales. Ele previu Salta como um centro econômico, já que o governo espanhol havia aberto portos marítimos em Santiago do Chile, Callao e Buenos Aires. A situação de Salta entre o vice-reinado do Peru e o porto do Rio da Prata, segundo de Lerma, seria uma vantagem para a cidade, pois ligava a cidade diretamente com os lugares mencionados, e de Lerma acreditava que Madrido governo da Argentina redirecionaria seus embarques por Salta. Ele deu à cidade o nome de "Cidade de Lerma no Vale de Salta". Hernando de Lerma fez amizade com os índios que povoavam a região, acreditando que suas mãos poderiam ajudá-lo. Ele também atraiu outros espanhóis para a área.
Depois de estabelecer a cidade, no entanto, de Lerma teve que enfrentar muitos novos rivais e problemas. Mais conquistadores chegaram a Salta e tentaram tomar a cidade, causando várias rixas. A cidade passou por muitos períodos de doença e foi erguida em uma área com tremores frequentes.
Em 1584, de Lerma foi preso e condenado à prisão em Salta. Ele apelou e voltou à Espanha para levar seu caso ao tribunal supremo, mas seu recurso foi rejeitado e ele foi enviado para uma prisão espanhola. Embora se saiba que ele morreu na prisão, o ano em que ele morreu não é conhecido.
O historiador Paul Goussac disse que "o governo de Lerma não passou de uma série de tentativas criminosas". O historiador nascido em Salta, Armando Bazan, descreve de Lerma "tão maligno quanto uma doença" em um de seus livros.